# プブリウス・ウァレリウス・プブリコラ
プブリウス・ウァレリウス・プブリコラ（ラテン語: Publius Valerius Publicola ポプリコラ(Poplicola)とも、? - 紀元前503年）は、共和政ローマ初期の半伝説的な政治家である。ルキウス・ユニウス・ブルトゥスらと共に王を追放し、史上初の補充執政官に就任した後も更に3度執政官を務めた。「プブリコラ」とは「民衆の友」を意味する。

## 共和政の樹立

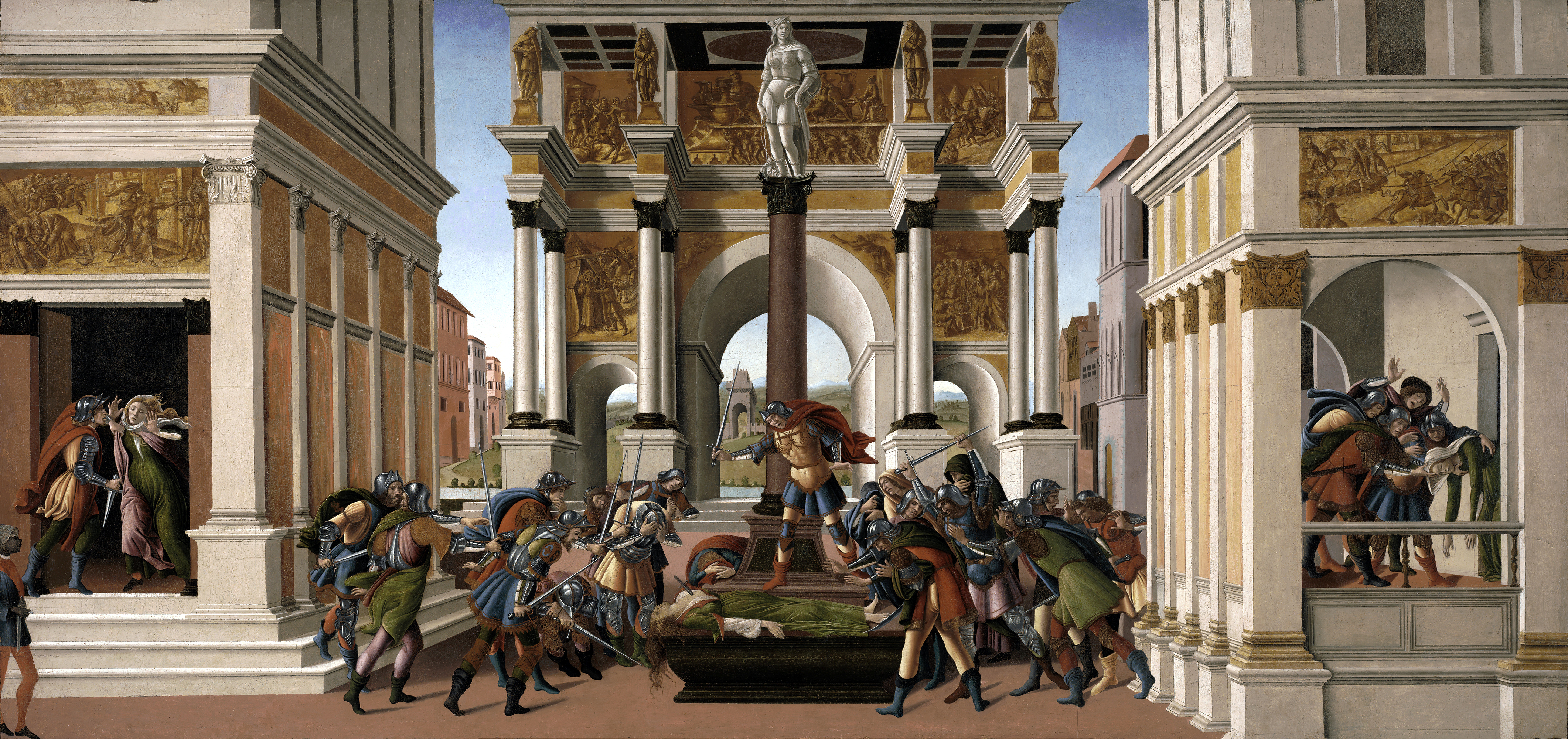
ボッティチェッリによる『ルクレティアの物語』

ウァレリウス氏族の出自はサビニ人で、祖先はティトゥス・タティウスの在位の際にローマに移り住んだと言う。若い頃から弁舌が立ち、正義と温情の人と評判であった。
ブルトゥスとは同輩ではなかったが、共に王政ローマ最後の王タルクィニウス・スペルブスの息子セクストゥスに強姦された、ルクレティアが自殺した際の立会人の一人であり、紀元前509年にはブルトゥスと共に王族を追放して王政を終了させ、共和政ローマの樹立に並々ならぬ貢献を果たした。そして初代執政官ルキウス・タルクィニウス・コッラティヌスのローマ退去後、補充執政官に選出された。

## 共和政下の業績

### 王の陰謀
タルクィニウスは復位のために様々な陰謀を巡らし、ついには不満を持っていた若い貴族の内に内通者を作るに至った。メンバーにはブルトゥスの子息ティトゥスらまで含まれていたが、そのことを密かに知ることとなった奴隷は誰に通報したものか迷った挙句、誰にでも分け隔てなく接するウァレリウスに打ち明けたという。

### 王の逆襲
陰謀に失敗したタルクィニウスはエトルリアの都市ウェイイ等の支援を受けてローマを攻撃、ウァレリウスはブルトゥスと共にこれを迎撃した(シルウァ・アルシアの戦い)。ブルトゥスが戦死するなど、戦死者の差はたった一人と言われる激戦の末ローマは勝利し、ウァレリウスは戦利品を持ち帰り凱旋式を挙行した。

### 疑惑の人

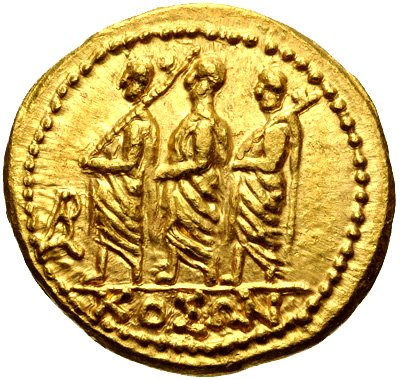
コインに刻まれたコンスルと二人のリクトル

ブルトゥスの死後、単独の執政官となったウァレリウスは補充執政官選挙を行わず、人々を見下ろす丘の頂上に家を建設し始めた。人々はこれを見て、彼は王位を狙っているのではと恐れた。それを知ったウァレリウスはすぐに自らの屋敷を解体し、「王となろうと試みる者はいかなる時においても殺されるべき」という法や、ローマ市民の自由と権利を守るウァレリウス法、すなわち死刑宣告を受けた場合に人々に不服申立てのアピールが出来る (Provocatio) という法などを制定する。ポメリウムではリクトルのファスケスから斧を取り外すよう定めたのも彼であるという。ウァレリウスを疑っていた人々もこれには喝采し、プブリコラというあだ名を贈った。
その後、ブルトゥスの代わりの補充執政官選挙が行われ、ルクレティアの父ルクレティウスが選出されたが、高齢のため程なく死去し、更に代わりとしてマルクス・ホラティウス・プルウィルスが選出された。

### ポルセンナとの戦い

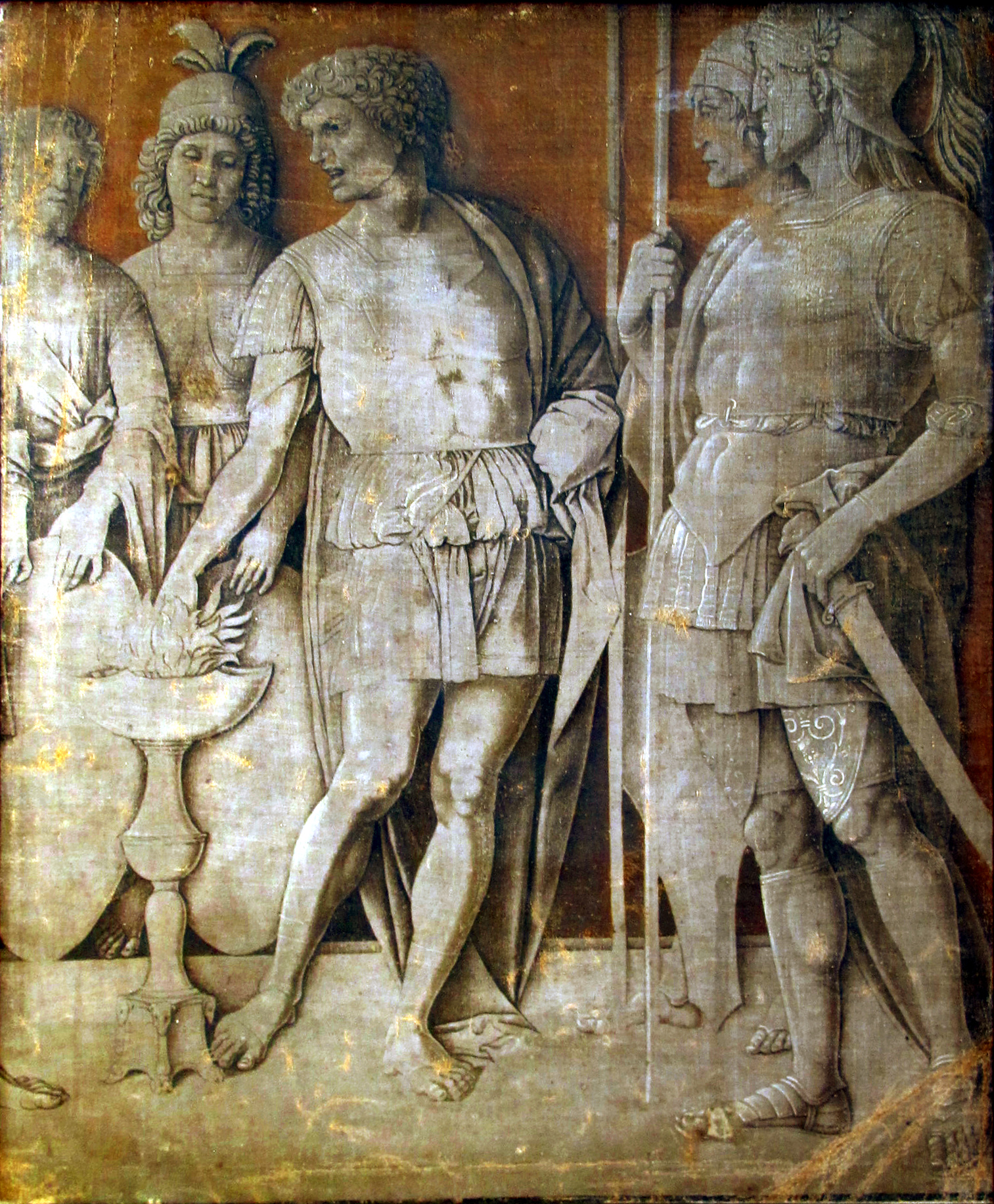
アンドレア・マンテーニャによる『ムキウス・スカエウォラ』

紀元前508年も続けて執政官となると、タルクィニウスの亡命先であるエトルリアの都市クルシウムの王、ラルス・ポルセンナの軍勢にローマを包囲された 
(ローマ包囲戦)。ウァレリウスはローマ軍の陣頭指揮を執り、スカエウォラやホラティウス・コクレスの決死の働きもあってポルセンナを撃退し和平に持ち込むと、翌年も続けて執政官を務めた。
翌年、ポルセンナから「タルクィニウスを復位させるべし」とする使節が来た。ローマはクルシウムに使節を派遣し、断固として認められない事を堂々と訴えた。ポルセンナはそれを認め、タルクィニウスはトゥスクルムに亡命する事となったという。

### 四度目のコンスルシップ
紀元前504年、四度目の執政官に選出されると、サビニ人の中でも穏健派で孤立しつつあったクラウディウス氏族らをローマに移住させ、サビニ人とウェイイに勝利し二度目の凱旋式を挙行することとなった。

## 死後の影響
彼は紀元前503年に没するが、彼の家は清貧そのもので、葬儀の費用が出せない為に国庫から賄われ、ローマの夫人たちはブルトゥスの時と同じく一年間喪に服したという。
プルタルコスは『対比列伝』の中で、プブリコラの死を大勢の人に惜しまれた「羨むべき幸福なもの」と言い、王の権力を得ながらそれを民主的に活かしたと評価している。
なお1787年から1788年にかけ、アメリカにおいて、いわゆる「建国の父」と呼ばれるアレクサンダー・ハミルトン、ジョン・ジェイ、ジェームズ・マディソンが行った米国憲法草案を擁護する匿名投稿（「フェデラリスト・ペーパー（ザ・フェデラリスト）」）は、Publiusのペンネームで行われたが、これは、ローマ市民の自由と権利を守り、共和政樹立に大きな貢献をしたプブリコラにちなんでのものである。

## 参考書籍
- ティトゥス・リウィウス『ローマ建国史』。
- プルタルコス『対比列伝』。